# ابراهیم الشهری
ابراهیم الشهری (انگلیسی: Ibrahim Al-Shehri؛ زادهٔ ۲۳ فوریهٔ ۱۹۹۶) یک ورزشکار اهل عربستان سعودی است.